# Meyrickiella homosema
Meyrickiella homosema är en fjärilsart som beskrevs av Edward Meyrick 1887. Meyrickiella homosema ingår i släktet Meyrickiella och familjen mott. Inga underarter finns listade i Catalogue of Life.